# Szermierka na Igrzyskach Panamerykańskich 2015
Szermierka na Igrzyskach Panamerykańskich 2015 odbywała się w dniach 20–25 lipca 2015 roku w CIBC Pan Am/ Parapan Am Aquatics Centre & Field House w Toronto. Stu pięćdziesięciu pięcioro zawodników obojga płci rywalizowało łącznie w dwunastu konkurencjach indywidualnych i drużynowych.

## Podsumowanie

### Klasyfikacja medalowa
| Klasyfikacja medalowa | Klasyfikacja medalowa | Klasyfikacja medalowa | Klasyfikacja medalowa | Klasyfikacja medalowa | Klasyfikacja medalowa |
| Miejsce               | państwo               | Złoto                 | Srebro                | Brąz                  | Razem                 |
| --------------------- | --------------------- | --------------------- | --------------------- | --------------------- | --------------------- |
| 1                     | Stany Zjednoczone     | 9                     | 3                     | 2                     | 14                    |
| 2                     | Wenezuela             | 2                     | 2                     | 2                     | 6                     |
| 3                     | Kanada                | 1                     | 2                     | 3                     | 6                     |
| 4                     | Brazylia              | 0                     | 1                     | 4                     | 5                     |
| 5                     | Argentyna             | 0                     | 1                     | 3                     | 4                     |
| =                     | Meksyk                | 0                     | 1                     | 3                     | 4                     |
| 7                     | Dominikana            | 0                     | 1                     | 0                     | 1                     |
| =                     | Kolumbia              | 0                     | 1                     | 0                     | 1                     |
| 9                     | Kuba                  | 0                     | 0                     | 1                     | 1                     |
| Razem                 | Razem                 | 12                    | 12                    | 18                    | 24                    |

### Medaliści
| Konkurencja          | 1. miejsce                                                                       | 2. miejsce                                                           | 3. miejsce                                                            |           |
| Mężczyźni            | Mężczyźni                                                                        | Mężczyźni                                                            | Mężczyźni                                                             | Mężczyźni |
| -------------------- | -------------------------------------------------------------------------------- | -------------------------------------------------------------------- | --------------------------------------------------------------------- | --------- |
| Floret indywidualnie | Alexander Massialas                                                              | Gerek Meinhardt                                                      | Ghislain Perrier Daniel Gómez                                         |           |
| Floret drużynowo     | Stany Zjednoczone · Miles Chamley-Watson · Alexander Massialas · Gerek Meinhardt | Brazylia · Ghislain Perrier · Fernando Scavasin · Guilherme Toldo    | Meksyk · Raul Arizaga · Jesús Beltran · Daniel Gómez                  |           |
| Szabla indywidualnie | Eli Dershwitz                                                                    | Joseph Polossifakis                                                  | Renzo Agresta Ricardo Bustamante                                      |           |
| Szabla drużynowo     | Stany Zjednoczone · Eli Dershwitz · Daryl Homer · Jeff Spear                     | Kanada · Shaul Gordon · Joseph Polossifakis · Mark Peros             | Argentyna · Ricardo Bustamante · Pascual Di Tella · Stefano Lucchetti |           |
| Szpada indywidualnie | Rubén Limardo                                                                    | José Dominguez                                                       | Hugues Boisvert-Simard Jason Pryor                                    |           |
| Szpada drużynowo     | Wenezuela · Rubén Limardo · Francisco Limardo · Silvio Fernández                 | Stany Zjednoczone · Yeisser Ramirez · Jason Pryor · Benjamin Bratton | Kuba · Yunior Reytor · Reynier Henrique · Ringo Quintero              |           |
| Kobiety              |                                                                                  |                                                                      |                                                                       |           |
| Floret indywidualnie | Lee Kiefer                                                                       | Saskia Loretta Garcia                                                | Alanna Goldie Nicole Ross                                             |           |
| Floret drużynowo     | Kanada · Alanna Goldie · Eleanor Harvey · Kelleigh Ryan                          | Stany Zjednoczone · Lee Kiefer · Nzingha Prescod · Nicole Ross       | Meksyk · Denisse Hernández · Nataly Michel · Melissa Rebolledo        |           |
| Szabla indywidualnie | Dagmara Wozniak                                                                  | Alejandra Benítez                                                    | Gabriella Page Belén Pérez                                            |           |
| Szabla drużynowo     | Stany Zjednoczone · Ibtihaj Muhammad · Dagmara Wozniak · Mariel Zagunis          | Meksyk · Úrsula González · Paola Pliego · Julieta Toledo             | Wenezuela · Alejandra Benítez · Milagros Pastran · Shia Rodríguez     |           |
| Szpada indywidualnie | Katharine Holmes                                                                 | Violeta Ramírez Peguero                                              | Nathalie Moellhausen María Martínez                                   |           |
| Szpada drużynowo     | Stany Zjednoczone · Anna van Brummen · Katharine Holmes · Katarzyna Trzopek      | Wenezuela · María Martínez · Eliana Lugo · Dayana Martinez           | Brazylia · Nathalie Moellhausen · Amanda Simeao · Rayssa Costa        |           |